# Жорсткість погоди
Жо́рсткість пого́ди (рос. жесткость погоды; англ. severity of weather; нім. Härte f des Wetters) — характеристика стану приземного шару атмосфери Землі, що комплексно враховує температуру і вітрову дію на людину.
Використовується при організації ведення гірничих робіт на відкритому повітрі.
Є сумою температури повітря у градусах та подвоєної швидкості вітру у метрах на секунду:
- до 10 балів — робота проводиться у звичайному режимі;
- 10-20 балів — перерва 10 хв. для обігрівання через кожну годину;
- понад 40 балів — роботи припиняються.